# Walki o Rietschen
Walki o Rietschen – walki stoczone 18-21 kwietnia 1945 roku o Rietschen, podczas II wojny światowej, część operacji łużyckiej w ramach operacji berlińskiej.

## Tło sytuacyjne
Zgodnie z dyrektywą dowódcy 1 Frontu Ukraińskiego 2 Armia Wojska Polskiego (2 AWP) miała w ramach operacji berlińskiej przełamywać obronę niemiecką na odcinku Rothenburg - folwark Wysokie. W nocy 11 kwietnia 2 AWP zluzowała sowiecką 13 Armię nad Nysą Łużycką, w 30 km pasie od m. Młoty do folwarku Wysokie. Zadaniem 2 AWP było przełamanie obrony niemieckiej w pasie natarcia i rozwijanie powodzenia na kierunku: Niesky, Welka, Drezno na głębokość 90 km. Obrona niemiecka o głębokości 30 - 35 km opierała się na rzekach: Nysa Łużycka, Weißer Schöps i Schwarzer Schöps. Przed frontem 2 AWP broniły się dwie dywizje niemieckie: Dywizja Grenadierów Pancernych Brandenburg i 615 Dywizja Specjalna z 4 Armii Pancernej Grupy Armii Środek. W I rzucie Niemcy mieli ok. 19 tys. żołnierzy, w II rzucie ok. 21 tys. W I rzucie 2 Armii nacierały od północy: 10 DP, 7 DP (na kierunku pomocniczym, prowadziły działania wiążące), 9 i 8 DZ na głównym kierunku uderzenia. W II rzucie 5 DP i 1 KPanc.

## Przebieg bitwy
Działając w I rzucie, w centrum ugrupowania 2 AWP, na pomocniczym kierunku natarcia, nacierała 7 DP. Pod koniec 16 kwietnia 7 DP zdobyła przyczółek szerokości 3 km i głębokości 1 km. 18 kwietnia dywizja uzyskała powodzenie i rozpoczęła przesuwanie się na zachód. 19 i 20 walczyła o Rietschen i Daubitz. W następnych dniach wyszła na rubież Nelkenberg (Tzschelln) - Boxberg - Hirschwalde (Tschernske) - Sproitz.
5 DP działając w drugim rzucie 2 AWP, 16 kwietnia po południu przeprawiła się przez Nysę na południe od Rothenburga. Po sforsowaniu Nysy zmuszona była wstrzymać natarcie. 17 kwietnia wzmocniona 16 BPanc i 28 pułkiem dział pancernych przeszła do I rzutu armii i weszła zza prawego skrzydła 9 DP, w lukę między 7 i 9 DP. 18 kwietnia rano 5 DP weszła do walki i przełamywała opór niemiecki w rej. Rietschen. 19 i 20 kwietnia miała opanować Rietschen, a następnie wyjść na rubież Koenigswartha - Krinitz nad rz. Schwarzer Schöps. Zadanie bezpośredniego natarcia na Rietchen powierzono 18 kwietnia 13 pułkowi piechoty z 2 batalionem 16 BPanc, oraz wsparciem pięciu baterii 22 pal. Było to dla pułku zadanie dnia 19 kwietnia. 13 pp podporządkowano na czas walk o Rietschen 7 DP. W Rietschen bronił się 1 pułk grenadierów pancernych "Brandenburg" i pozostałości 615 Dywizji Specjalnej. 13 pp po zajęciu Rietchen miał wrócić w podporządkowanie macierzystej dywizji. 13 pp wzmocniony czołgami opanował Trebus (zabito 52 Niemców i 32 wzięto do niewoli). Opór Niemców potężniał, 13 pp przeszedł w walkach 11 km. Natarcie jego zostało załamane 2 km. przed Rietschen. Między nacierającymi 13 i 15 pp wytworzyła się luka ok. 9 km., w którą wprowadzono 17 pp. 17 pp napotkał opór pod Sandschenke. Po dwóch godzinach walk miejscowość zdobyto, po czym ruszył w kierunku Szprewy - oddalonej ok. 20 km. Dowódca pułku sformował Oddział Wydzielony, w sile wzmocnionej kompanii, który opanował kilka miejscowości. Siły główne 17 pp wieczorem dotarły do Schwarzer Schöps i z marszu sforsowały rzekę w dwóch miejscach.
Główne siły 5 DP miały 20 kwietnia opanować m. Koeningswartha. 5 DZ jako walczącą samodzielnie miała wzmocniony każdy pułk batalionem czołgów oraz dwoma bateriami dział samobieżnych. Dowództwo i sztab 5 DP było w m. Tauer. 19 kwietnia siły 5 DP przesunęły się 15 km na zachód. Prawoskrzydłowe dywizje 2 AWP (7 i 10 DP) starały się zlikwidować rietschenskie zgrupowanie niemieckie, jednak początkowo bez powodzenia. Zgrupowanie nacierające na Rietschen liczyło: 18 batalionów piechoty, 9 dywizjonów artylerii, 2 bataliony czołgów i 2 dywizjony artylerii pancernej. Dysponowało 59 wozami bojowymi. Z kierunku płn-wsch. nacierała część 10 DP, z płd-wsch. 7 DP, z płd-zach. część 5 DP.
21 kwietnia siłom 7 DP z 17 pp z 5 DP udało się opanować Rietschen. Upadek tego punktu oporu pozwolił dywizjom rozwinąć natarcie na zachód.

## Pamięć
Walki żołnierzy polskich o Rietschen zostały upamiętnione na Grobie Nieznanego Żołnierza w Warszawie, napisem na jednej z tablic po 1945 r. „RIETSCHEN 18 - 21 IV 1945”.